# Nicky Low
Nicky Low (Greenock, 6 gennaio 1992) è un calciatore scozzese, centrocampista del Clydebank.

## Carriera

### Club
Esordisce tra i professionisti nella stagione 2009-2010, all'età di 17 anni, giocando una partita nella prima divisione scozzese con l'Aberdeen; gioca poi un'ulteriore partita nella stagione 2010-2011 e 2 partite nella stagione 2011-2012, che trascorre in realtà quasi del tutto in prestito al Forfar Athletic, club di terza divisione, con cui realizza 6 reti in 29 presenze. L'anno seguente gioca invece 5 partite con l'Aberdeen e 10 partite all'Alloa Athletic, altro club di terza divisione in cui trascorre un periodo in prestito.
A partire dalla stagione 2013-2014 torna a far parte in pianta stabile della rosa dell'Aberdeen: in questa stagione realizza una rete in 12 presenze in prima divisione e vince una Coppa di Lega, mentre l'anno seguente gioca 7 partite di campionato e 5 partite nei turni preliminari di Europa League. Nell'estate del 2015 passa da svincolato al Dundee, altro club della prima divisione scozzese, nel quale rimane per una stagione e mezzo mettendo a segno una rete in 23 partite di campionato; trascorre poi due anni solari (il 2017 ed il 2018) al Derry City, club della prima divisione irlandese, con il quale mette a segno 3 reti in 50 partite di campionato e vince una Coppa di Lega. Torna in patria nel gennaio del 2019, per trascorrere la seconda parte della stagione 2018-2019 nella seconda divisione scozzese al Queen of the South, con cui gioca 7 partite. Trascorre quindi un biennio in Lowland Football League (uno dei due campionati semiprofessionistici che costituiscono la quinta divisione scozzese) all'East Stirlingshire, prima di tornare a giocare in seconda divisione all'Arbroath, con cui rimane fino all'inizio della stagione 2022-2023, quando viene ceduto in prestito per mezza stagione in terza divisione ai Kelty Hearts; gioca poi per un mese nuovamente all'Arbroath in seconda divisione, per poi nel febbraio del 2023 trasferirsi al Clydebank, in West of Scotland Football League (sesta divisione).

### Nazionale
Nel 2009 ha giocato 4 partite nella nazionale scozzese Under-17.

## Palmarès

### Club

#### Competizioni nazionali
- Coppa di Lega scozzese: 1

Aberdeen: 2013-2014
- Coppa di Lega irlandese: 1

Derry City: 2018